# Hermann Dürr
Hermann Dürr (* 7. Januar 1925 in Konstanz; † 9. Februar 2003) war ein deutscher Jurist und Politiker (FDP/DVP, später SPD).

## Leben
Als Jugendlicher beantragte er am 6. Januar 1942 die Aufnahme in die NSDAP und wurde zum 20. April 1943 aufgenommen (Mitgliedsnummer 9.403.875). Nach einer kaufmännischen Lehre im Luftschiffbau wurde Dürr, der evangelischen Glaubens war, zum Kriegsdienst eingezogen. Nach dem Zweiten Weltkrieg holte er sein Abitur nach und studierte Rechtswissenschaften in Tübingen, wo er Vorsitzender des AStA war. Von 1952 bis 1954 absolvierte er seinen Referendardienst und ließ sich anschließend als Rechtsanwalt in Calw nieder.
Dürr trat während seines Studiums der DVP und den Jungdemokraten bei. Nachdem er sich zunächst auf regionaler Ebene engagierte, wurde er 1954 Landesvorsitzender und 1957 Bundesvorsitzender der Jungdemokraten. Seit 1955 war er Mitglied des Landesvorstandes der DVP in Baden-Württemberg. Im Jahr 1966 verließ er die FDP/DVP und trat der SPD bei.
Dürr gehörte dem Deutschen Bundestag von 1957 bis 1965 und von 1969 bis 1980 an. Von 1961 bis zum 30. November 1964 war er Parlamentarischer Geschäftsführer der FDP-Fraktion. Von 1972 bis 1980 leitete er den Arbeitskreis Rechtswesen der SPD-Bundestagsfraktion. Von 1973 bis 1979 war Dürr Vorsitzender der Interparlamentarischen Arbeitsgemeinschaft.

## Ehrungen
Im Jahr 1980 erhielt er das Große Verdienstkreuz mit Stern der Bundesrepublik Deutschland. 

## Veröffentlichungen
- Parlamentarier und Ministerialbürokratie. In: Vorgänge. Nr. 49 = Heft 1, 1981, ISSN 0507-4150, S. 93–95.